# ماورو بارازا
ماورو بارازا (بالإسبانية: Mauro Barraza)‏ هو لاعب كرة قدم أرجنتيني في مركز الوسط، ولد في 15 مايو 1996 في سانتياغو ديل استيرو في الأرجنتين. لعب مع Central Córdoba de Santiago del Estero ‏.

## وصلات خارجية
- ماورو بارازا على موقع قاعدة بيانات كرة القدم.إي يو (الإنجليزية)
- ماورو بارازا على موقع Soccerway.com (الإنجليزية)